# Santa Clara County
Santa Clara County je okres ve státě Kalifornie v USA. K roku 2020 zde žilo 1 936 259 obyvatel. Správním městem okresu je v současné době San José. Santa Clara County je součástí San Francisco Bay Area. Na severu sousedí s Alameda County a na jihu se San Benito County.

## Geografie
Okres Santa Clara sousedí na severozápadě s okresem San Mateo, který leží v oblasti Sanfranciského zálivu. Tato oblast je proslulá svými rozsáhlými zemědělskými plodinami, včetně jablek, kukuřice a citrusových plodů, které hrají významnou roli v regionálním hospodářství. Kromě toho je pěstování vinné révy klíčovým prvkem této oblasti.
Zlom San Andreas prochází pohořím Santa Cruz na jižním konci okresu.

## Historie

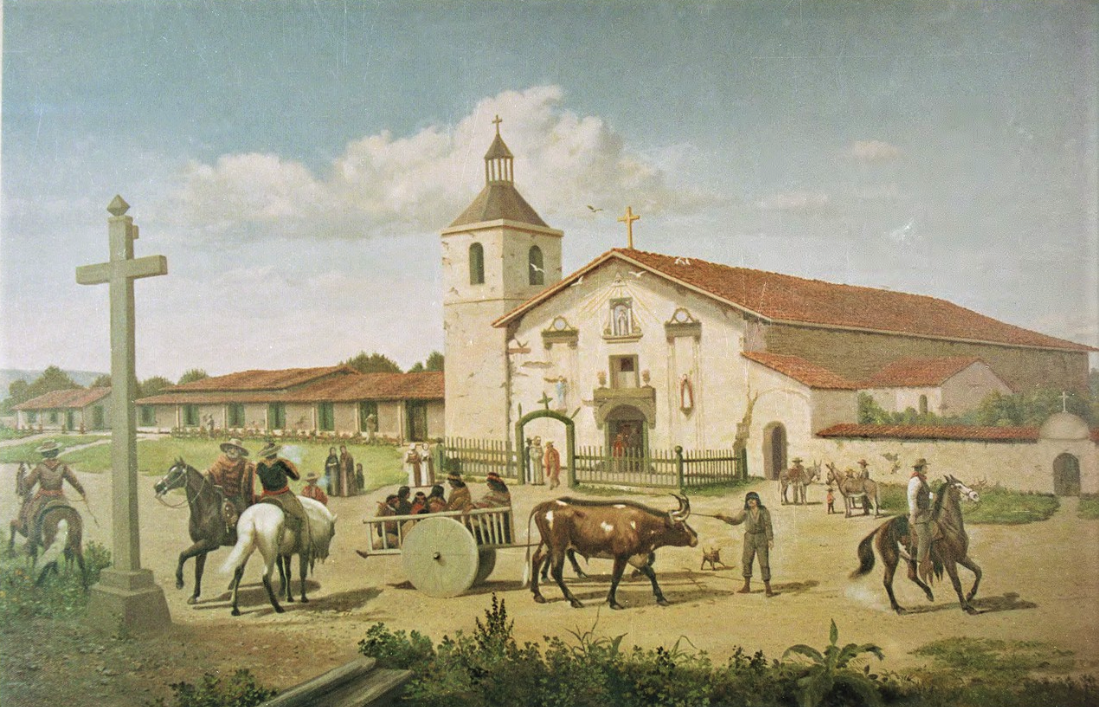
Misie Santa Clara de Asís v roce 1849

Santa Clara County byl jedním z prvních okresů v Kalifornii, založeným v roce 1850. V roce 1853 byly některé části tohoto okresu převedeny do okresu Alameda. Svůj název získal podle misie Santa Clara de Asis, která byla založena v roce 1777 a pojmenována po svaté Kláře z Assisi.
V okrese Santa Clara lze najít šest národních historických památek. Celkem 105 budov a lokalit v tomto okresu je zapsáno v Národním registru historických míst.